# أفيوش
عزلة الافيوش هي إحدى عزل مديرية مذيخرة في إب بمحافظة إب اليمنية ترتفع عن سطح البحر تقريبا 900 متر وتقبع على بعد 35 كلم إلى الشمال من مدينة تعز. وتعد من اقدم واعتق المناطق اليمنية التاريخية التي سكنها اليمنيون منذ قيام الدولة الحميرية. وقال عنها المؤرخ ابن سمرة في كتابه «طبقات فقهاء اليمن»: الأفيوش عزلة من ناحية شلف في بلاد مذيخرة  وهي منسوبة إلى ذي فائش الحميري ومن ذريته القبيلة المعروفة بالافيوش.
بلغ تعداد سكانها 8870 نسمة حسب التعداد السكاني في اليمن لعام 2004.

## روابط خارجية
- الجهاز المركزي للإحصاء بالجمهورية اليمنية
- المركز الوطني للمعلومات باليمن
- الدليل الشامل